# Desa Tileng (administrativ by i Indonesien, Yogyakarta)
Desa Tileng är en administrativ by i Indonesien.   Den ligger i provinsen Yogyakarta, i den västra delen av landet, 500 km sydost om huvudstaden Jakarta. Desa Tileng ligger vid sjön Telaga Nanas.